# Ларингология

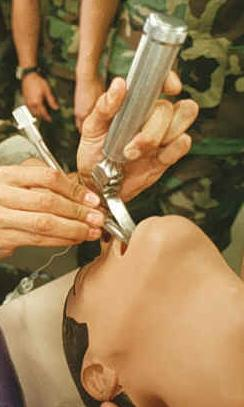
Осмотр гортани ларингоскопом

Ларингология (греч. λαρυγγ-гортань, λογία-изучаю) — раздел оториноларингологии, изучающий строение, функции, заболевания, методы лечения и физиологию гортани.
К числу известных ларингологов относятся Чевальер Джексон (Chevalier Jackson), Иоганн Чермак (основатель ларингологии, усовершенствовавший ларингоскоп), Николай Петрович Симановский.